# Ma Rainey
Pour les articles homonymes, voir Rainey.
Gertrude « Ma » Rainey (Gertrude Malissa Nix Pridgett, Mrs Rainey) est l'une des premières chanteuses de blues américaines connues, née à Colombus (Géorgie) le 26 avril 1886 et morte à Memphis (Tennessee) le 22 décembre 1939. Elle fut surnommée « la Mère du Blues ». Elle fit beaucoup pour développer et populariser le blues, et eut une influence décisive sur les générations suivantes de chanteuses de blues (telle Bessie Smith) et sur leurs carrières.

## Biographie
Ma Rainey est née à Colombus, en Géorgie, en 1886. C'est dans cette ville qu'elle fit sa première apparition sur scène, à l'âge de quatorze ans.
Elle rejoint ensuite des troupes itinérantes de vaudeville, minstrel show et tent show. En 1902, après avoir assisté à la performance d'une jeune chanteuse de blues locale à Saint-Louis, dans le Missouri, elle décida elle aussi d'adopter ce style. À l'époque, elle prétendit même être à l'origine du terme, voire avoir inventé le style lui-même, ce qui fut beaucoup contesté par les musiciens et chanteurs de blues déjà existants.
Elle épousa William « Pa » Rainey en 1904, un danseur et chanteur de vaudeville de dix ans son aîné, et prit à partir de cette date le surnom de « Ma » Rainey. Le couple fit des tournées avec les Rabbit Foot Minstrels sous le nom de « Rainey & Rainey, Assassinators of the Blues », chantant un mélange de blues et de chansons populaires. Ils tournent également avec le Tolliver's Circus ou Musical Extravaganza. En 1912, c'est elle qui fit entrer dans la troupe des Rabbit Foot Minstrels la jeune Bessie Smith, alors âgée de seize ans, la prit sous son aile, la forma et chanta avec elle pendant trois ans, jusqu'au départ de Smith en 1915. Après s'être séparé de « Pa » Rainey en 1916, elle monta sa propre troupe, Madam Gertrude Ma Rainey and Her Smart Sets.
En 1923, elle signa un contrat avec Paramount Records et sortit son premier disque intitulé Bo Weavil Blues. Elle enregistra une centaine de chansons pour le label, notamment avec Louis Armstrong ou Coleman Hawkins. Une grande partie de son répertoire est composé par elle-même, son pianiste Thomas A. Dorsey signant parfois la musique. Parmi ses titres célèbres, on compte See See Rider Blues et Chain Gang Blues. Paramount produit également ses tournées à travers tout le pays, et plus particulièrement le Sud des États-Unis. Elle se produisit également dans le circuit T.O.B.A. (Theatre Owners Booking Association). En 1928, Paramount mit fin à son contrat, arguant que son style était devenu démodé. C'est l'une des raisons pour lesquelles sa carrière s'essouffla dans les années 1930, à l'image de celle de toutes les autres chanteuses de blues de la décennie précédente. Heureusement pour elle, elle avait mis de côté suffisamment d'argent pour pouvoir prendre sa retraite de chanteuse en 1935. Elle retourna alors dans sa ville natale de Colombus, en Géorgie. Elle tint deux théâtres, « The Airdrome » à Colombus et « The Lyric » à Rome, jusqu'à ce qu'elle succombe à une crise cardiaque en décembre 1939, à l'âge de 53 ans.
Tout comme Bessie Smith et Billie Holiday, Ma Rainey était bisexuelle et ne s'en cachait pas dans ses chansons, (cf. par exemple le morceau Prove It On Me, qui figure dans la compilation Lesbian Concentrate).

## Postérité
L'une de ses compositions les plus célèbres est See See Rider Blues, qu'elle enregistre en 1924 et qui sera repris par de nombreux artistes, devenant un standard du blues et du rock 'n' roll.
Elle a été introduite au Blues Hall of Fame en 1983 et au Rock and Roll Hall of Fame de Cleveland, Ohio, en 1990.
Bob Dylan cite Ma Rainey dans la chanson « Tombstone Blues », sur l'album Highway 61 Revisited (1965). Le chanteur Francis Cabrel la cite comme une de ses références musicales dans la chanson Cent ans de plus sur l'album Hors-saison (1999).
En 1982, August Wilson met en scène la chanteuse dans Ma Rainey's Black Bottom, la deuxième pièce de son cycle Pittsburgh Cycle, qui retrace l'histoire des noirs américains au XXe siècle. Son titre reprend celui d'une chanson de Ma Rainey faisant référence à la danse black bottom. La pièce est adaptée en 2020 par George C. Wolfe dans Le Blues de Ma Rainey (Ma Rainey's Black Bottom) pour Netflix, avec Viola Davis dans le rôle de Ma Rainey.
En 1994, la Poste américaine émit un timbre commémoratif de 29 cents à son effigie.
Le 7 février 2025, un cratère mercurien est nommé Rainey en son honneur.

## Discographie
voir aussi w:en:Ma_Rainey#Recordings
- The Complete Gertrude Ma Rainey Collection, Vol. 1 à 4, 1994 (King Jazz)
- Ma Rainey's Black bottom, 1990 (Yazoo)
- The Essential Recordings by Ma Rainey, boitier 2 CD, 2016 (Primo)
- Mother of the Blues, coffret 5 CD, 2007 (JSP Records)
- Prove It On Me[13] chez Night Records[14] sous l’égide de l’illustrateur : Jean-Luc Navette[15], 15 de ses 94 enregistrements de 1923 à 1928

### Filmographie
- 2020 : Le Blues de Ma Rainey (Ma Rainey's Black Bottom) de George C. Wolfe, interprétée par Viola Davis